# ياسمينة (ممثلة)
ياسمينة دوار (7 مايو 1941–19 يونيو 1977) ممثلة جزائرية،

## السيرة الذاتية
هي الفنانة ياسمينة دوار ابنة مستشار ومناضل في حزب الشعب الجزائري تم توقيفه أسبوع بعد ميلاد ابنته ياسمينة في الفترة الإستعمارية ودخل عدة سجون كسجن سركاجي، الحراش، البرواقية، لينفذ فيه الإعدام، وهكذا لم تستطع ياسمينة أن تحضى بأبيها. تركتها والدتها في أحضان جدتها بعدما أعادت الزواج، ودخلت ياسمينة المدرسة لتتوقف عنها وتتزوج في سن مبكرة (في سن ال 16) لكن الزواج يدم طويلا إذ تطلّقت بعدما أثمر هذا الزواج ابنتها نعيمة. اشتغلت بعدها كمربية أطفال بمستشفى بني موسى وكان ذلك سنة 1963.

## السينما
دخلت الميدان السينمائي بمشاركتها في فيلم «المزاح يتحول إلى حقيقة» سنة 1964.ثم شاركت في فيلم «الليل يخاف من الشمس» لمصطفى بديع إلى جانب كل من مصطفى كاتب، عبد الحليم رايس، سيد أحمد أقومي وغيرهم، في سنة 1968 مثلت في فيلم «الهجرة» وفي سنة 1971 «الكلاب» للهاشمي شريف، ثم «حكاية حورية»، في سنة 1975 فيلم «أبناء نوفمبر» لموسى حداد، وفي 1977 فيلم «حسان الطيرو في الجبل» لموسى حداد.
| سنة  | عنوان الفيلم           | المؤلف | إخراج        | الدور | ملحوظات           |
| ---- | ---------------------- | ------ | ------------ | ----- | ----------------- |
| 1964 | المزاح يتحول إلى حقيقة |        |              |       |                   |
| 1965 | الليل يخاف من الشمس    |        | مصطفى بديع   |       |                   |
| 1968 | الهجرة                 |        |              |       |                   |
| 1971 | الكلاب                 |        | الهاشمي شريف |       |                   |
| 1971 | حكاية حورية            |        | خالد معاشي   |       |                   |
| 1975 | أبناء نوفمبر           |        | موسى حداد    |       |                   |
| 1977 | حسان الطيرو في الجبل   |        | موسى حداد    |       | آخر أعمال ياسمينة |

## المسرح الوطني
اقترح الفنان محمد حلمي عليها التمثيل في إحدى مسرحياته «الخميرة أو البيروقراطية»، كما مثلت في مسرحية «قفاز العدالة» لمحمد بدري. التحقت ياسمينة بالمسرح الوطني في سنة 1966. 
| سنة  | عنوان المسرحية            | المؤلف               | إخراج                         | الدور | ملحوظات                   |
| ---- | ------------------------- | -------------------- | ----------------------------- | ----- | ------------------------- |
| 1969 | دائرة الطباشير القوقازية  | برتولت بريخت         | الحاج عمر                     | روشة  | حيث تعتبر أنجح مسرحياتها. |
| 1970 | إبليس الاعور              | ناظم حكمت            | علال المحب                    |       |                           |
| 1970 | البوابون                  |                      | مصطفى كاتب                    |       |                           |
| 1973 | باب الفتوح                |                      | طه العامري                    |       |                           |
| 1975 | سكة السلامة               | سعد الدين وهبة       | سعد أردش                      |       |                           |
| 1976 | الإنسان الطيب في سي تشوان | برتولت بريخت         | الهاشمي نورالدين              |       |                           |
| 1977 | المولد                    | عبد الرحمان الجيلالي | زياني الشريف وأورياشي وشقراني |       |                           |
| 1978 | زعيط ومعيط وناز الحيط     | محمد التوري          | الهاشمي نورالدين              |       | آخر أعمال ياسمينة         |

## وفاتها
أثناء عودة فرقة مسرحية «زعيط ومعيط ونقاز الحيط» من أرزيو إلى وهران، حيث قدمت آخر عرضها بمدينة أرزيو، توفي أربعة ممثلين من الفرقة في حادث مرور على متن سيارة رونو 4 وهم ياسمينة، عوشات، فيلالي وشايب الذراع، في حين نجا الشريف عياد وتوفيت ياسمينة يوم 19 يونيو 1977 عن عمر يناهز 36 عاما.